# Nagydobronyi Református Líceum
A Nagydobronyi Református Líceumot 1995. augusztus 15-én Szabó Dániel (Presbiter Szövetség elnöke) és Horkay László (Kárpátaljai Református Egyházkerület püspöke, Nagydobronyi lelkipásztor) alapította Nagydobrony településén. A felvételi vizsgák alapján, az 1995/1996. tanévet 26 diákkal és 18 tanárral kezdte. Az intézmény épületekkel nem rendelkezett, így a Nagydobronyi Középiskola régi épületének tantermeit bérelte. A Nagydobronyi Községi Tanács vezetősége a régi óvoda helyiségeit átadta az egyházközség részére, hogy ott kollégiumot hozhassanak létre.

## A képzésről
A Líceum biológia-kémia és fizika-matematika tagozatos. A tanulók az itt töltött három év alatt elsajátítják az ukrán állam által az érettségire kötelező tantervet, ezt bővítik ki a magyarországi gimnáziumok négyéves tantervével.
Idegen nyelvként angolt tanulhatnak a diákok. Az év közben megszerzett tudást nyaranta az angol és ukrán táborok alatt kamatoztathatják.
2002-től a diákok ECDL-képzésben részesülhetnek. 
Az iskolában a diákok heti két órában bibliaismeretet, egy órában egyháztörténelmet, egy órában egyházi ének-zenét tanulnak.
Az iskola szerint az elmúlt években számos sikert ért el egyházi, járási, megyei, nemzetközi versenyeken: kórus, biológia, fizika, matematika, kémia, történelem, földrajz, angol, ukrán, magyar, sport terén.
Az iskola állítása szerint az oktatói munkán kívül, nagy hangsúlyt fordítanak a nevelésre. Ezt az iskola keresztény szellemben szeretné megvalósítani.

## Az iskola sajátosságairól
Bentlakásos iskola, emiatt a diákok részt vesznek a gyülekezeti alkalmakon: a reggeli istentiszteleteken (7 órától kedden, csütörtökön, szombaton) és a vasárnapi 10 órai illetve 15 órai kezdettel megtartott szolgálatokon.
A líceum megalakulása óta rendelkezik kórussal. A kórus a „Hit Kórusa” nevet vette fel. 200 fölötti fellépése  volt, ezek között a szolgálatok között voltak: gyülekezeti meghívások, kiszállások, kórus-találkozók, ünnepségek.
A diákoknak minden nap igeolvasással, imádkozással kezdődik és végződik. 
Az iskola hagyományának tartja a harmadikosok szalagavató ünnepségét.
12 év alatt 241 diák fejezte be sikeresen tanulmányait az iskolában.

## Az iskola elérhetősége
- Nagydobronyi Református Líceum, 89463, Ukrajna, Nagydobrony,  Alvég út.5, Tel\fax: 380-312-714-298

## Külső hivatkozások
- ndreflic.drk.hu